# Ельтокский сельский округ
Ельтокский се́льский окру́г (каз. Волгодонов ауылдық округі, до 2023 года — Волгодоновский сельский округ) — административная единица в составе Аршалынского района Акмолинской области.
Административный центр — село Ельток.

## География
Административно-территориальное образование расположено в северной части Аршалынского района. В состав сельского округа входит 3 населённых пункта.
Граничит с землями административных единиц:
- Булаксайский сельский округ — на севере,
- Сарыобинский, Михайловский сельские округа — на востоке,
- сельский округ Турген — на юго-востоке,
- сельский округ Арнасай — на юге,
- сельский округ Жибек Жолы — на юго-западе,
- Целиноградский район — на западе.

Территория сельского округа расположена на казахском мелкосопочнике. Рельеф местности в основном представляет собой равнину с малыми возвышенностями. Перепад высот незначительны; средняя высота округа — около 380 метров над уровнем моря.
Гидрографическая сеть округа представлена рекой Ишим — протекающая с юга на запад. Имеются озёра Большой Сары-Оба, Танаколь, Жаканколь, Жатырколь, Койгельды и другие.
Климат холодно-умеренный, с хорошей влажностью. Среднегодовая температура воздуха отрицательная и составляет около −3,9°C. Среднемесячная температура воздуха в июле достигает +20,1°C. Среднемесячная температура января составляет около −14,6°C. Среднегодовое количество осадков составляет около 440 мм. Основная часть осадков выпадает в период с мая по август.
Через территорию сельского округа проходит автодорога Южно-Сибирская железнодорожная магистраль, образующая северные границы округа.

## История
В 1989 году существовал как — Волгодоновский сельсовет (сёла Волгодоновка, Береке, Вячеславка, Койгельды, станция Бабатай, разъезд 42).
В периоде 1991—1998 годов:
- Волгодоновский сельсовет был преобразован в сельский округ,
- село Вячеславка, станция Бабатай образовали отдельное административно-территориальное образование — Вячеславский сельский округ.

В 2013 году село Береке было упразднено.

## Население
| Численность населения | Численность населения | Численность населения |
| 1989                  | 1999                  | 2009                  |
| --------------------- | --------------------- | --------------------- |
| 3326                  | ↘1574                 | ↘1557                 |

## Состав
| № | Населённый пункт | Тип населённого пункта       | Население, 1989 | Население, 1999 | Население, 2009 |
| - | ---------------- | ---------------------------- | --------------- | --------------- | --------------- |
| 1 | Береке           | село, упразднено             | 137             | 75              | 28              |
| 2 | Ельток           | село, административный центр | 1 148           | 941             | 1004            |
| 3 | Койгельды        | село                         | 452             | 375             | 326             |
| 4 | Разъезд 42       | разъезд                      | 134             | 183             | 199             |